# Barruelo de Santullán
Barruelo de Santullán és un municipi de la província de Palència, a la comunitat autònoma de Castella i Lleó. Comprèn les pedanies de Bustillo de Santullán, Cillamayor, Matabuena (Palencia), Nava de Santullán, Porquera de Santullán, Revilla de Santullán, Santa María de Nava, Verbios, Villabellaco i Villanueva de la Torre (Palencia).

## Personatges il·lustres
- José María Cuevas, empresari